# Nina Rakovec
Nina Rakovec, (Kranj, Szlovénia, 1987. május 31.) szlovén színésznő.
Először a Kranji Színházban kapott szerepet. Majd hamarosan epizódszerepet kapott a Másfél csillagos szálloda című sorozatban.
Középiskola után iratkozott be a ljubljanai Színházi, Rádió-, Film- és Televíziós Akadémiára (AGRFT). Tanulmányai során az Akadémián kívüli különböző projektekben vett részt; több rövidfilmet (Adminisztrátor, Trieszt a miénk, Srecko), tévédrámát (Our Democracy) és tévéfilmet (Angela Vode rejtett emléke) forgatott.
A játékfilmben bemutatkozó szerepe Nina volt az A lányok nem sírnak-ban. Együttműködött Nejc Gazvodával a Dual and A Trip című játékfilmekben és Marko Santic tévéfilmjében, a Seduce Me című filmben.
Magánéletében jelenleg Robert Korosec-cel látni.